# Nevestele vesele din Windsor (film din 1950)
Nevestele vesele din Windsor (titlul original: în germană Die lustigen Weiber von Windsor) este un film de operă est-german, realizat în 1950 de regizorul Georg Wildhagen, 
după opera omonimă a lui Otto Nicolai, protagoniști fiind actorii Sonja Ziemann, Camilla Spira, Paul Esser, Claus Holm. 

## Conținut
O trupă de teatru sosește într-un orășel unde joacă o piesă de teatru despre Sir John Falstaff și femeile din Windsor.

## Distribuție
- Sonja Ziemann – Frau Fluth (cântat: Rita Streich)
- Camilla Spira – Frau Reich (cântat: Martha Mödl)
- Paul Esser – Sir John Falstaff (cântat: Hans Krämer)
- Claus Holm – domnul Fluth (cântat: Herbert Brauer)
- Alexander Engel – domnul Reich (cântat: Willy Heyer)
- Ina Halley – Anna Reich (cântat:  Sonja Schöner)
- Eckart Dux – Fenton
- Joachim Teege – domnul Spärlich
- Gerd Frickhöffer – dr. Cajus
- Berta Monnard – hangița
- Kurt Mühlhardt – măcelarul
- Charles Hans Vogt – croitorul
- Fritz Melchior – căruțașul
- Erich Gühne – cizmarul
- Herbert Richter – fierarul
- Edith Hancke – ucenicul lui Reich
- Edgar Pauly – hangiul
- Elfriede Dugall – Braune Hanne
- Wladimir Marfiak – prima slugă
- Nico Turoff – a doua slugă
- Adolf von Wyhl – ajutor la Reich
- Gerd Ewert – ajutor la Reich
- Walter Weinacht – Faktotum
- Franziska Klossak – mireasa falsă
- Willy Dugal – negustorul de pește
- Carlo Kluge – țăranul
- Horst Stoletzki – mesagerul
- Dita Hussina – florăreasa
- Mimi Mittell – pescărița
- Hans Jöckel – un trecător
- Hans Sanden – doctorul ambulant
- Gisela Arnold – ajutoarea sa
- Heinz Gerlach – pacientul
- Wolfgang Grützmann – băieșul
- Renate Fischer – nevasta sa
- Ludwig Sachs – vraciul
- Fredy Teichmann – bărbatul, perechea rurală
- Maria Eggert – femeia, perechea rurală
- Miriam Barty – jefuitoarea
- Kurt-Otto Fritsch – ibovnicul
- Liselotte Walter – ibovnica
- Martin Rosen – grasul

## Producție
După Nunta lui Figaro (film din 1949), Nevestele vesele din Windsor a fost al doilea film de operă pe care Georg Wildhagen l-a realizat la studiourile DEFA – Berlin. După disputele cu privire la finalul filmului, care trebuia să fie schimbat cu puțin timp înainte de premieră, Wildhagen nu a mai făcut un alt film în aceste studiouri.
Filmul a fost realizat în Studioul Babelsberg cu filmări exterioare în Parcul Babelsberg iar premiera a avut loc în decembrie 1950 la Leipzig.

## Lansare
Filmul Nevestele vesele din Windsor a avut premiera în RDG pe data de 22 decembrie 1950.
În România premiera filmului a avut loc la data de 21 ianuarie 1952 la cinematografele „Republica”, „I.C. Frimu”, „Al. Popov”, „N. Bălcescu”,  „V. Roaită”,  „Moșilor”, și „Volga” din capitală.